# Gasthaus Isarthor

Gasthaus Isarthor

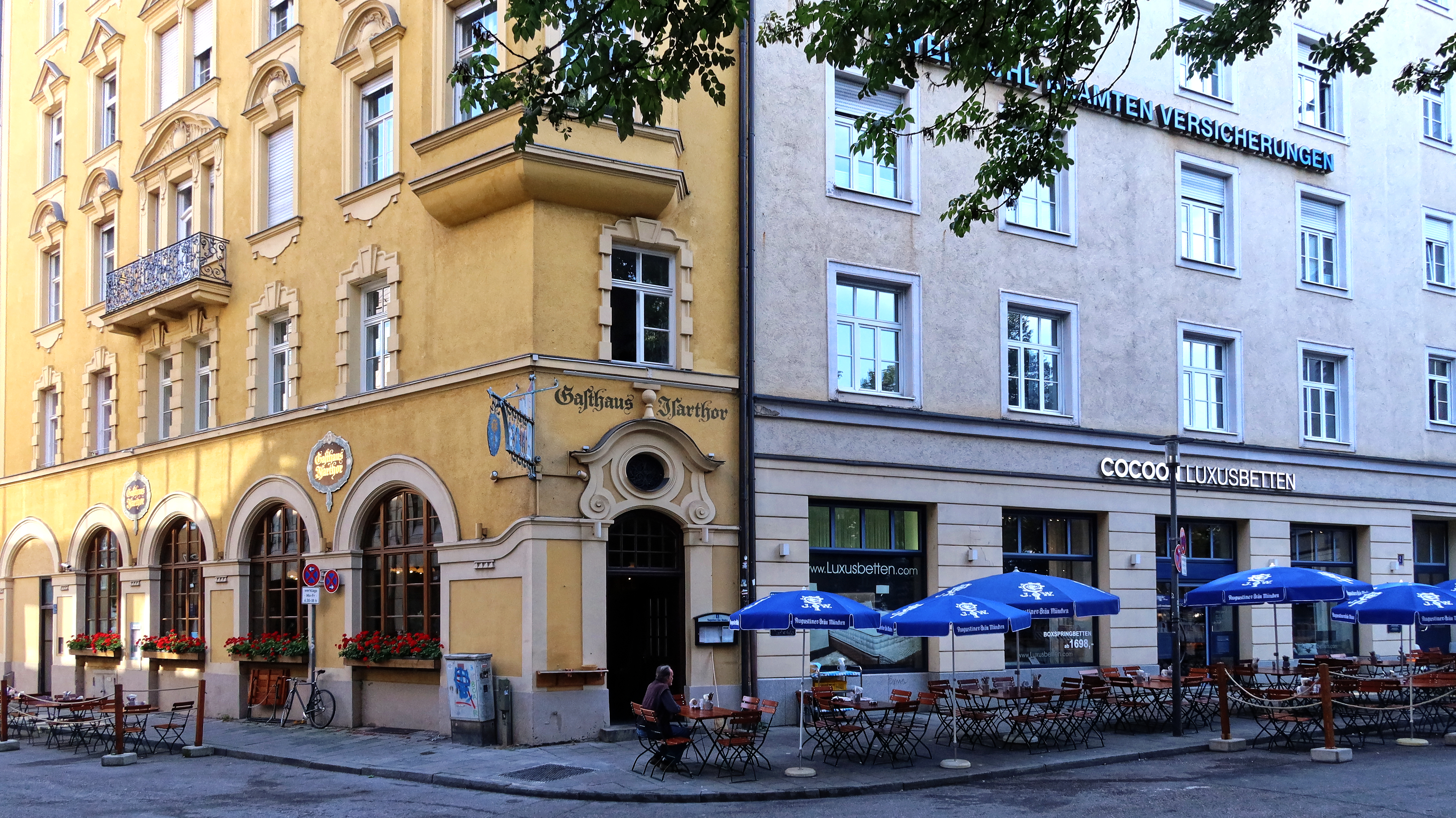
Gasthaus Isarthor, 2021

Das Gasthaus Isarthor ist eine traditionelle Gaststätte in München-Lehel. Das Haus von 1895 steht unter Denkmalschutz. Das Gasthaus befindet sich am Isartorplatz in einem Mietshaus in Ecklage. 

## Geschichte
Eine Schankwirtschaft bestand hier seit 1844.
Das Haus ist ein fünfgeschossiger Neubarockbau mit Eckerker. Es wurde von Max Ostenrieder geplant und 1895/96 gebaut. Die Ausstattung der Gaststätte stammt wohl von 1913. Nach Schäden im Zweiten Weltkrieg wurde das Haus ohne Turm wieder hergestellt.
Die Edith-Haberland-Wagner Stiftung ließ das Gebäude 2007 sanieren.

## Gasthaus
Augustiner-Bräu übernahm um 1901 das Gasthaus. 1909 war es eine Wirtschaft mit Gassenschänke. 
Um 1930 war es eine Bürgerliche Wirtschaft mit Mittags- und Abendtisch. Nach einem Fliegerangriff 1943 musste der Gastraum geschlossen werden, es konnte nur Flaschenbier durch das Küchenfenster verkauft werden. 1944 floh der Wirt und die Wirtschaft war verwaist.
Die Süddeutsche Zeitung bezeichnete das Gasthaus 2013 als „schmuckes Wirtshaus“.